# لوسيان فرويد
لوسيان مايكل فرويد (بالإنجليزية: Lucian Freud)‏ (8 ديسمبر 1922 – 20 يوليو 2011) رسام بريطاني ألماني المولد، هو ابن إرنست فرويد وحفيد سيغموند فرويد،بيعت إحدى لوحاته في عام 2015 بدار كريستيز للمزادات 56.2 مليون دولار

## روابط خارجية
- لوسيان فرويد على موقع IMDb (الإنجليزية)
- لوسيان فرويد على موقع الموسوعة البريطانية (الإنجليزية)
- لوسيان فرويد على موقع مونزينجر (الألمانية)
- لوسيان فرويد على موقع ديسكوغز (الإنجليزية)
- لوسيان فرويد على موقع قاعدة بيانات الفيلم (الإنجليزية)